# Psilotreta qinglingshanensis
Psilotreta qinglingshanensis là một loài Trichoptera thuộc họ Odontoceridae. Chúng phân bố ở miền Ấn Độ - Mã Lai.